# 하얀 토끼 (로스트)
"하얀 토끼"는 《로스트》 시즌 1의 5번째 에피소드의 제목으로 2004년 10월 20일 ABC를 통해 방영되었다. 케빈 훅스가 감독을 맡았으며 크리스찬 테일러가 각본을 맡았다. 이 에피소드에서는 잭 셰퍼드 (매튜 폭스 담당)의 플래시 백이 등장한다. 미국 현지 방영 제목은 화이트 래빗(White Rabbit)이다.

## 줄거리

### 플래시 백
어린 잭이 친구를 구해주려는 장면에서부터 시작한다. 친구를 괴롭히는 불량배는 잭에게 그냥 지나칠 기회를 한 번 주지만 잭은 거절하고 잭은 친구와 같이 불량배에게 얻어 맞는다. 잭의 아버지인 크리스찬 섀퍼드(존 테리)는 잭의 맞은 상처를 보고 "너는 능력이 없어"라며 영웅이 되려 하지 말라고 한다.
수년 후 잭의 어머니(베로니카 하멜)가 잭에게 아버지가 호주로 가출했다고 말하면서 아버지를 되찾아오라고 한다. 잭은 처음엔 거절하지만 결국 아버지를 찾으러 호주로 간다. 거기에서 잭은 잭의 아버지가 호텔에 돌아오지 않은지 수일이 지났다는 걸 알게 되고 그 후 아버지가 사고를 당하게 된 걸 알게된다.
잭이 시체 안치소로 갔을 때 부검관이 잭에게 알코올 중독으로 인한 심근경색으로 인해 사망했다고 말한다. 잭은 이를 확인 하고 아버지의 시체를 가지고 비행기에 타려 하지만 공항측에서는 적절한 서류 없이 시체를 비행기에 둘 수 없다는 이유로 거절한다.

### 섬
생존자 중 한 명인 조아나가 바다에 빠지자 분 칼라일이 구하러 나서지만 구하지 못하고 결국 잭이 분을 구하고 조아나는 실종하고 만다. 잭이 조아나를 구하지 못한 걸 자책하는 사이 잭은 양복을 입은 한 미지의 남자를 보게된다.
휴고 헐리 레예스와 찰리 페이스가 잭에게 물이 부족하다는 문제에 대해 논의 할 때 잭은 미지의 남자를 다시 한 번 더 보게 된다. 잭이 쫓아가 이 남자를 붙잡고 남자가 뒤를 돌아 보았을 때 잭은 "아버지?"라고 말한다. 남자는 다시 뒤를 돌아 다시 걸어가기 시작한다
잭은 계속해서 아버지를 소리치며 부르며 아버지를 찾는다. 잭이 아버지를 찾는 도중 절벽에서 떨어지려 할 때 로크가 나타나 잭을 구해준다.
로크는 잭에게 우리들에겐 리더가 필요하다며 잭에게 리더가 되라고 한다. 잭은 로크에게 환청이 보인다고 하지만 로크는 이 섬이 "특별"하다며 이 모든 것들은 이유가 있어서 일어난 것이라고 한다. 로크는 "이 섬의 내면을 보았고 이 내면은 아름다웠다"라고 말한다. 이윽고 둘은 일어서고 로크는 잭에게 "시작한 걸 마저 끝내라"라며 환청을 쫓아가라고 지시하며 로크는 재차 물가가 어디 있는지 찾으러 떠난다.
그날 밤, 잭은 어떤 동굴에서 비행기의 짐들과 관 그리고 신선한 물을 찾게 된다. 잭은 관을 열자 시체가 없는 걸 보고 분노하며 관을 때려 부순다.
잭은 다시 생존자 캠프에 다시 나타나 생존자들에게 동굴에 대해 얘기하고 "뭉치면 살고, 흩어지면 죽는다"라며 동굴로 다 같이 이동하자고 제안한다.

## 평가
미국 기준으로 약 1682만명이 이 에피소드를 시청했다.